# 8200 Сотен
8200 Сотен (8200 Souten) — астероїд головного поясу, відкритий 7 січня 1994 року.
Тіссеранів параметр щодо Юпітера — 3,392.
Названо на честь Сотен (яп. そうてん(早天) со:тен).